# Swift J1822.3-1606
Swift J1822.3-1606 (также известна как SGR 1822-1606) — нейтронная звезда, находящаяся в созвездии Змееносца в 20000 св. лет от Земли и испускающая короткие рентгеновские всплески. Она была обнаружена 14 июля 2011 года с помощью мониторов гамма- и рентгеновских всплесков космического аппарата Swift. Звезда имеет одновременно свойства пульсара и магнетара, т.е. вращается с быстрой скоростью, имеет крайне сильное магнитное поле и испускает своё излучение в виде импульсов, чаще эту звезду всё же называют магнетаром. Она стала второй в своём роде, первая такая звезда, SGR 0418+5729, была открыта в 2010 году, до этого звёзды со свойствами обоих типов нейтронных звёзд считались невозможными. Не исключается, что таких звёзд может быть гораздо больше.
Зафиксированные в 2011 году рентгеновские вспышки пульсара в 2012 году начали распадаться.